# Muri
Muri (tidigare: Muri (Freiamt)) är en ort och kommun i kantonen Aargau, Schweiz. Kommunen har 8 602 invånare (2023). Muri är huvudort i distriktet med samma namn.
I Muri ligger Kloster Muri, ett före detta benediktinerkloster.

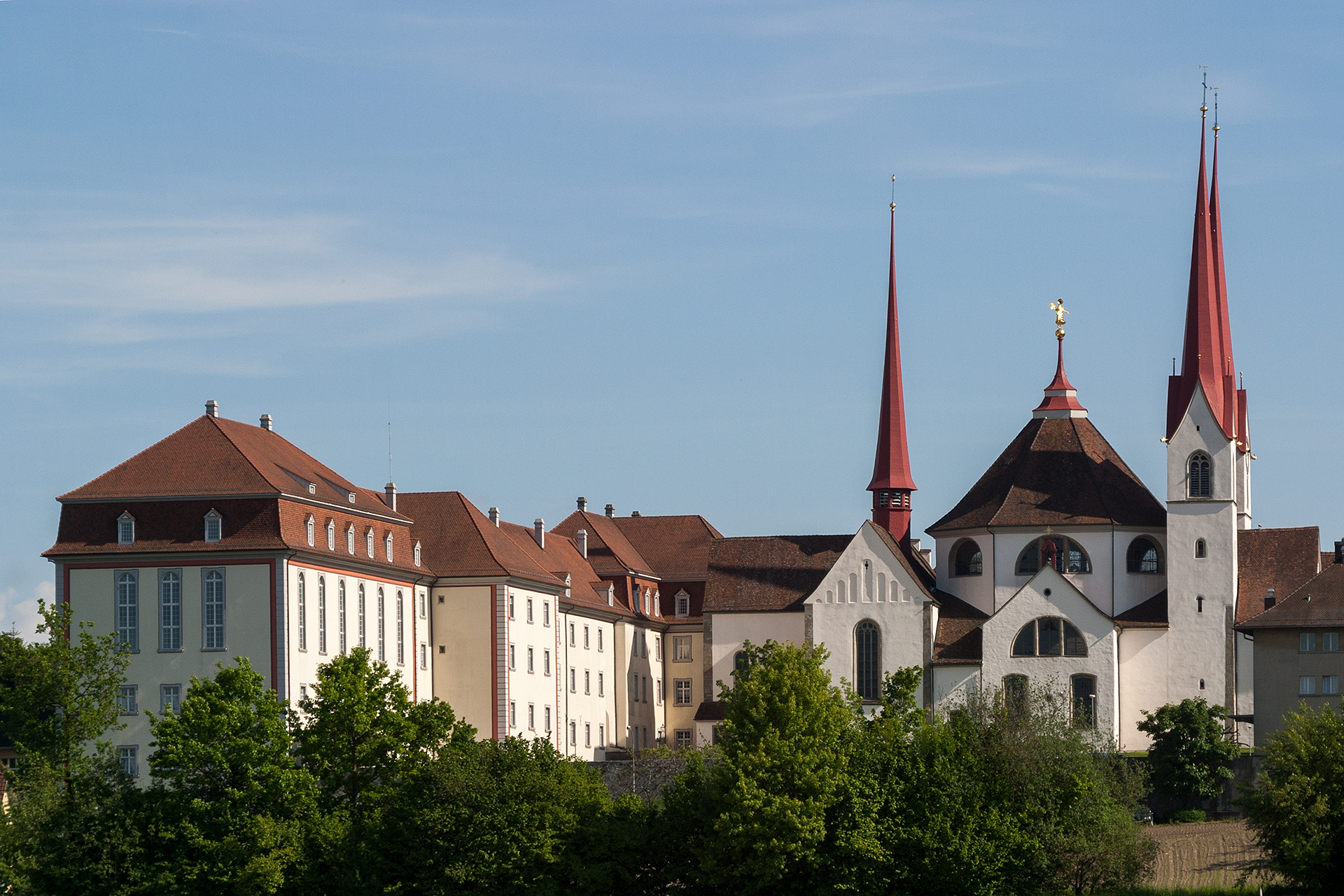
Klosterkyrkan i Muri.